# Дружина напрокат
«Дружи́на напрока́т» (англ. Just Go with It) — американська комедія 2011 року з голлівудськими зірками Дженніфер Еністон, Адамом Сендлером та Бруклін Декер у головних ролях. Цей фільм є рімейком комедії 1969 року «Квітка кактуса», який в свою чергу є ремейком однойменної голівудської п'єси з французького оригіналу 1964 року «Квітка кактуса» (фр. «Fleur de cactus») авторів-драматургів П'єра Бариле (Pierre Barillet) та Жана-П'єра Ґреді (Jean-Pierre Grédy).

## Сюжет
Головний герой Денні зустрів Палмер. Після проведеної ночі на пляжі, вона знаходить у кишені його штанів обручку, яку Денні використовував для швидкоплинних знайомств, щоб справити на дівчат враження, розповідаючи про свою неіснуючу дружину і гніт сімейного життя. Бажаючи продовження стосунків, Денні повідомив, що розлучається з дружиною. Палмер заявила, що хоче познайомитися з його дружиною і почути про майбутнє розлучення від неї. Денні мусить негайно придумати, як виплутатися з такої халепи. На щастя, у нього є знайома Кетрін — красуня, до того ж з дітьми, які й зіграють роль його сім'ї. Але все йде не так, як він задумав.

## У фільмі знімались
- Адам Сендлер — д-р Даніель «Денні» Маккабі
- Дженніфер Еністон — Кетрін Мерфі/Маккабі
- Ніколь Кідман — Девлін Адамс
- Бруклін Декер — Палмер Додж
- Дейв Метьюс — Ян Макстон-Джонс
- Нік Свардсон — Едді Сіммс
- Бейлі Медісон — Меггі Мерфі